# Ali Mohamed
Ali Mohamed (né le 7 octobre 1995 à Niamey) est un footballeur international nigérien, qui joue au poste de milieu de terrain.

## Biographie
Depuis 2013, il joue avec l'équipe du Niger de football. Il obtient sa première sélection sous Gernot Rohr. C'est Rohr qui le recommande aux Girondins de Bordeaux pour passer un essai. Il s'entraîne avec l'équipe réserve mais ne dispute pas un seul match avec celle-ci.